# Saint-Pompain
Saint-Pompain è un comune francese di 934 abitanti situato nel dipartimento delle Deux-Sèvres nella regione della Nuova Aquitania.

## Società

### Evoluzione demografica
Abitanti censiti